# Thượng Lâm, Nam Ninh
Thượng Lâm (tiếng Tráng: Siengxlaem, chữ Hán giản thể: 上林县, bính âm: Shànglín Xiàn, Hán Việt: Thượng Lâm huyện) là một huyện tại thành phố Nam Ninh, khu tự trị dân tộc Choang, Quảng Tây, Cộng hòa Nhân dân Trung Hoa. Huyện này có diện tích 1.876 km², dân số năm 2002 là 450.000 người.

## Phân cấp hành chính
Huyện này được chia thành các đơn vị hành chính gồm 7 trấn, 3 hương và 1 hương dân tộc:
- Trấn: Đại Phong, Minh Lượng, Hạng Hiền, Bạch Vu, Tam Lý, Tây Yên, Kiều Hiền.
- Hương: Trừng Thái, Đường Hồng, Mộc Sơn
- Hương dân tộc: hương dân tộc Dao Trấn Vu.

## Khí hậu
| Dữ liệu khí hậu của Thượng Lâm, elevation 140 m (460 ft), (1991–2020 normals, extremes 1981–2010) | Dữ liệu khí hậu của Thượng Lâm, elevation 140 m (460 ft), (1991–2020 normals, extremes 1981–2010) | Dữ liệu khí hậu của Thượng Lâm, elevation 140 m (460 ft), (1991–2020 normals, extremes 1981–2010) | Dữ liệu khí hậu của Thượng Lâm, elevation 140 m (460 ft), (1991–2020 normals, extremes 1981–2010) | Dữ liệu khí hậu của Thượng Lâm, elevation 140 m (460 ft), (1991–2020 normals, extremes 1981–2010) | Dữ liệu khí hậu của Thượng Lâm, elevation 140 m (460 ft), (1991–2020 normals, extremes 1981–2010) | Dữ liệu khí hậu của Thượng Lâm, elevation 140 m (460 ft), (1991–2020 normals, extremes 1981–2010) | Dữ liệu khí hậu của Thượng Lâm, elevation 140 m (460 ft), (1991–2020 normals, extremes 1981–2010) | Dữ liệu khí hậu của Thượng Lâm, elevation 140 m (460 ft), (1991–2020 normals, extremes 1981–2010) | Dữ liệu khí hậu của Thượng Lâm, elevation 140 m (460 ft), (1991–2020 normals, extremes 1981–2010) | Dữ liệu khí hậu của Thượng Lâm, elevation 140 m (460 ft), (1991–2020 normals, extremes 1981–2010) | Dữ liệu khí hậu của Thượng Lâm, elevation 140 m (460 ft), (1991–2020 normals, extremes 1981–2010) | Dữ liệu khí hậu của Thượng Lâm, elevation 140 m (460 ft), (1991–2020 normals, extremes 1981–2010) | Dữ liệu khí hậu của Thượng Lâm, elevation 140 m (460 ft), (1991–2020 normals, extremes 1981–2010) |
| Tháng                                                                                             | 1                                                                                                 | 2                                                                                                 | 3                                                                                                 | 4                                                                                                 | 5                                                                                                 | 6                                                                                                 | 7                                                                                                 | 8                                                                                                 | 9                                                                                                 | 10                                                                                                | 11                                                                                                | 12                                                                                                | Năm                                                                                               |
| ------------------------------------------------------------------------------------------------- | ------------------------------------------------------------------------------------------------- | ------------------------------------------------------------------------------------------------- | ------------------------------------------------------------------------------------------------- | ------------------------------------------------------------------------------------------------- | ------------------------------------------------------------------------------------------------- | ------------------------------------------------------------------------------------------------- | ------------------------------------------------------------------------------------------------- | ------------------------------------------------------------------------------------------------- | ------------------------------------------------------------------------------------------------- | ------------------------------------------------------------------------------------------------- | ------------------------------------------------------------------------------------------------- | ------------------------------------------------------------------------------------------------- | ------------------------------------------------------------------------------------------------- |
| Cao kỉ lục °C (°F)                                                                                | 27.5 (81.5)                                                                                       | 34.4 (93.9)                                                                                       | 35.5 (95.9)                                                                                       | 37.7 (99.9)                                                                                       | 37.8 (100.0)                                                                                      | 37.3 (99.1)                                                                                       | 39.1 (102.4)                                                                                      | 38.4 (101.1)                                                                                      | 38.1 (100.6)                                                                                      | 35.8 (96.4)                                                                                       | 32.4 (90.3)                                                                                       | 29.9 (85.8)                                                                                       | 39.1 (102.4)                                                                                      |
| Trung bình ngày tối đa °C (°F)                                                                    | 15.7 (60.3)                                                                                       | 17.9 (64.2)                                                                                       | 20.6 (69.1)                                                                                       | 26.2 (79.2)                                                                                       | 29.7 (85.5)                                                                                       | 31.5 (88.7)                                                                                       | 32.6 (90.7)                                                                                       | 32.8 (91.0)                                                                                       | 31.3 (88.3)                                                                                       | 28.0 (82.4)                                                                                       | 23.6 (74.5)                                                                                       | 18.4 (65.1)                                                                                       | 25.7 (78.3)                                                                                       |
| Trung bình ngày °C (°F)                                                                           | 11.8 (53.2)                                                                                       | 14.0 (57.2)                                                                                       | 17.0 (62.6)                                                                                       | 22.1 (71.8)                                                                                       | 25.3 (77.5)                                                                                       | 27.2 (81.0)                                                                                       | 27.9 (82.2)                                                                                       | 27.9 (82.2)                                                                                       | 26.1 (79.0)                                                                                       | 22.6 (72.7)                                                                                       | 18.2 (64.8)                                                                                       | 13.4 (56.1)                                                                                       | 21.1 (70.0)                                                                                       |
| Tối thiểu trung bình ngày °C (°F)                                                                 | 9.1 (48.4)                                                                                        | 11.3 (52.3)                                                                                       | 14.4 (57.9)                                                                                       | 19.1 (66.4)                                                                                       | 22.2 (72.0)                                                                                       | 24.4 (75.9)                                                                                       | 24.9 (76.8)                                                                                       | 24.7 (76.5)                                                                                       | 22.8 (73.0)                                                                                       | 19.1 (66.4)                                                                                       | 14.7 (58.5)                                                                                       | 10.1 (50.2)                                                                                       | 18.1 (64.5)                                                                                       |
| Thấp kỉ lục °C (°F)                                                                               | 0.6 (33.1)                                                                                        | 0.5 (32.9)                                                                                        | 2.6 (36.7)                                                                                        | 8.2 (46.8)                                                                                        | 13.4 (56.1)                                                                                       | 16.2 (61.2)                                                                                       | 20.3 (68.5)                                                                                       | 20.2 (68.4)                                                                                       | 14.9 (58.8)                                                                                       | 8.8 (47.8)                                                                                        | 3.1 (37.6)                                                                                        | 0.0 (32.0)                                                                                        | 0.0 (32.0)                                                                                        |
| Lượng Giáng thủy trung bình mm (inches)                                                           | 76.4 (3.01)                                                                                       | 52.5 (2.07)                                                                                       | 112.0 (4.41)                                                                                      | 121.3 (4.78)                                                                                      | 245.3 (9.66)                                                                                      | 278.1 (10.95)                                                                                     | 273.8 (10.78)                                                                                     | 227.8 (8.97)                                                                                      | 127.0 (5.00)                                                                                      | 78.8 (3.10)                                                                                       | 71.6 (2.82)                                                                                       | 50.2 (1.98)                                                                                       | 1.714,8 (67.53)                                                                                   |
| Số ngày giáng thủy trung bình (≥ 0.1 mm)                                                          | 13.1                                                                                              | 12.6                                                                                              | 17.9                                                                                              | 15.1                                                                                              | 17.0                                                                                              | 20.5                                                                                              | 18.7                                                                                              | 16.5                                                                                              | 10.8                                                                                              | 7.7                                                                                               | 8.7                                                                                               | 9.2                                                                                               | 167.8                                                                                             |
| Số ngày tuyết rơi trung bình                                                                      | 0.1                                                                                               | 0                                                                                                 | 0                                                                                                 | 0                                                                                                 | 0                                                                                                 | 0                                                                                                 | 0                                                                                                 | 0                                                                                                 | 0                                                                                                 | 0                                                                                                 | 0                                                                                                 | 0                                                                                                 | 0.1                                                                                               |
| Độ ẩm tương đối trung bình (%)                                                                    | 80                                                                                                | 80                                                                                                | 83                                                                                                | 82                                                                                                | 83                                                                                                | 86                                                                                                | 85                                                                                                | 84                                                                                                | 82                                                                                                | 79                                                                                                | 78                                                                                                | 77                                                                                                | 82                                                                                                |
| Số giờ nắng trung bình tháng                                                                      | 62.8                                                                                              | 59.6                                                                                              | 57.2                                                                                              | 95.3                                                                                              | 129.1                                                                                             | 129.2                                                                                             | 169.4                                                                                             | 183.1                                                                                             | 173.0                                                                                             | 158.3                                                                                             | 124.5                                                                                             | 112.1                                                                                             | 1.453,6                                                                                           |
| Phần trăm nắng có thể                                                                             | 19                                                                                                | 19                                                                                                | 15                                                                                                | 25                                                                                                | 31                                                                                                | 32                                                                                                | 41                                                                                                | 46                                                                                                | 47                                                                                                | 44                                                                                                | 38                                                                                                | 34                                                                                                | 33                                                                                                |
| Nguồn: China Meteorological Administration                                                        |                                                                                                   |                                                                                                   |                                                                                                   |                                                                                                   |                                                                                                   |                                                                                                   |                                                                                                   |                                                                                                   |                                                                                                   |                                                                                                   |                                                                                                   |                                                                                                   |                                                                                                   |